# Vickers Type 432
El Vickers Type 432 fue un avión de caza de gran altitud británico desarrollado por el grupo Vickers durante la Segunda Guerra Mundial. Destinado a permitir a la Real Fuerza Aérea atacar a los bombarderos enemigos de gran altitud, iba a estar armado con seis cañones.

## Diseño y desarrollo
Los orígenes del Type 432 se remontan a un requerimiento establecido en 1939 por cazas bimotores con cañones de 20 o posiblemente 40 mm. Vickers había presentado una propuesta de avión con motor Griffon, equipado con un cañón de 40 mm en montaje flexible. Esta propuesta fue posteriormente alentada por el Ministerio del Aire. Se llevó a cabo un desarrollo adicional de un diseño que también pudiera cubrir la Especificación F.6/39 por un caza con cañón fijo con un arma de 20 mm. La Especificación F.22/39 fue elaborada para cubrir el proyecto de 40 mm como Vickers 414 y cumplir con el Requisito Operacional (OR) 76. Este fue revisado posteriormente con rediseños de aeronaves para convertirse en las Especificaciones F.16/40 y luego F.7/41 para cumplir con la OR 108.
En apariencia se parecía a una versión más grande del De Havilland Mosquito y fue conocido por algunos como el "Tin Mosquito" ("Mosquito de hojalata"). El piloto tenía una cabina presurizada en el morro, con una cúpula de burbuja, similar a un astrodomo agrandado. La cabina presurizada ocupaba la sección del morro, por lo que el cañón habría sido instalado en un carenado debajo del fuselaje, en la parte trasera del avión.
El ala elíptica del avión se construyó utilizando una estructura única de recubrimiento sujeto a esfuerzos, diseñada por Barnes Wallis para lograr ligereza. La parte superior e inferior se fabricaban por separado y luego se sujetaban juntas por los bordes delantero y trasero, a lo que se denominó estructura "peapod" (vaina de guisante) o "lobster-claw" (pinza de langosta). Esto permitía un gran espacio interno sin obstrucciones generadas por las costillas, y por lo tanto capaz de albergar grandes depósitos de combustible (similares a los diseños geodésicos de Wallis).

## Historia operacional
El primer prototipo del Type 432, matrícula DZ217, voló el 24 de diciembre de 1942. Las pruebas iniciales revelaron serias dificultades de manejo en tierra; el avión serpenteaba mientras rodaba, lo que requería un movimiento hacia atrás de las ruedas principales para corregir el mal seguimiento. Durante las pruebas de vuelo, el Type 432 no pudo aterrizar en una postura estándar de "tres puntos", por lo que fue necesario reemplazar los alerones tipo Irving por nuevos tipo Westland, junto con una alteración de la configuración de la cola. La velocidad máxima estimada de 700 km/h a 8535 m (28 000 pies) nunca se logró porque los motores Merlin 61 no funcionaban satisfactoriamente por encima de los 7010 m (23 000 pies).
Cuando se ordenó la producción del Westland Welkin, el segundo prototipo del caza de Vickers, el Type 446, fue cancelado antes de su finalización, el 1 de mayo de 1943. Vickers conservó el primer prototipo con fines de pruebas hasta finales de 1944, cuando el avión fue desguazado después de completar sólo 28 vuelos.

## Especificaciones
Referencia datos: British Secret Projects Fighters and Bombers 1935–1950

### Características generales
- Tripulación: Uno (piloto)
- Longitud: 12 m (39,2 ft)
- Envergadura: 17,3 m (56,9 ft)
- Altura: 4,2 m (13,7 ft)
- Superficie alar: 42 m² (452,1 ft²)
- Peso vacío: 7427 kg (16 369,1 lb)
- Peso máximo al despegue: 9148 kg (20 162,2 lb)
- Planta motriz: 2× motor lineal V12 refrigerado por líquido Rolls-Royce Merlin 61.
  - Potencia: 1130 kW (1558 HP; 1537 CV) cada uno.
- Hélices: 1× de cuatro palas de paso variable por motor.

### Rendimiento
- Velocidad máxima operativa (Vno): 610 km/h (379 MPH; 329 kt) a 4600 m (15 000 pies)
- Alcance: 2400 km (1296 nmi; 1491 mi)
- Techo de vuelo: 12 000 m (39 370 ft)
- Régimen de ascenso: 14 m/s (2756 ft/min)

### Armamento
- Cañones: 

  - 6x Hispano en góndola ventral

## Aeronaves relacionadas

### Aeronaves similares
- Arado Ar 240
- Focke-Wulf Fw 187
- Messerschmitt Me 310
- Grumman XP-50
- Hughes D-2
- Lockheed P-38
- Kawasaki Ki-96
- Nakajima J5N
- De Havilland Mosquito
- Westland Welkin
- Petlyakov VI-100

### Secuencias de designación
- Secuencia Numérica (interna de Vickers): ← 405 - 406-410 - 413 - 414 - 416-419 - 420 - 421 - 422 - 423 -- 426 - 427 - 428-431 - 432 - 433 - 435-443 - 444 - 445 - 446 - 447 - 448 - 449 →